# Body Bag
Body Bag est un groupe musical de skacore suisse, originaire de Genève. Le groupe est actif de 1996 à 2005.

## Biographie
Les membres de Body Bag revendiquent pratiquer un style de skacore dur teinté de Metal Hardcore qu'ils nomment eux-mêmes « brutal skacore ». Ils sont les seuls représentants helvétiques de ce genre musical et font partie, au niveau international, des rares formations mélangeant du ska avec des riffs métal.
Le groupe sort un premier CD-EP, Skadillac, doublé d'une version vinyle limitée à 300 exemplaires en 1998, sur le label suisse Hannibal's Records, qui bénéficie d'excellents retours au niveau de la presse musicale,, puis un album, en 2001, One Thousand Two Hundred and Six Days (toujours chez Hannibal’s Records).
En 2004, trois nouveaux titres sortent sur un split-CD en compagnie du groupe britannique de The Filaments et des hollandais de Beans ainsi que de BBK. Le groupe est également présent sur de nombreuses compilations, partage un split K7 sorti en Uruguay en compagnie des suisses de Tastes Like Chicken et le CD-EP Skadillac sort au Japon par Ska in the World Records (Phalanx). À noter également l'existence d'un album live pirate de leur concert au Café Montmartre à Paris.
Au cours de ses années d'activité, Body Bag se produit en Suisse, France, Espagne, Allemagne, Autriche, Belgique et Pays-Bas et partage la scène avec, entre autres, NRA, Prejudice, Voodoo Glow Skulls, The Selecter, Citizen Fish, The Mighty Mighty Bosstones, Leftöver Crack, The Filaments, The Peacocks, Tagada Jones, Skunk, etc.

## Membres
- Javier Varela - chant
- Christian N'Guyen - guitare
- Jérôme Foulcher - basse
- Frédéric Michaud - batterie
- Ivan Demiéville - saxophone
- Yan Dumont - trompette
- Willy - guitare
- Séni - trombone
- Sébastien « Chico » Weil - trombone
- Jérémy Wuthrich - basse
- Sébastien Siegrist - guitare
- Stéphane Dubois - voix

## Discographie

### Album studio
- 2001 : 1206 Days (Hannibal's Records)[6]

### EP
- 1998 : Skadillac (CD EP, Hannibal's Records[4]
- 1998 : Skadillac 10" ltd (Hannibal's Records)
- 2001 : Skadillac (CD EP, Ska In The World Records)

### Splits
- 1999 : Split K7 (avec Tastes Like Chicken, Alquimia Records)
- 2004 : Split CD (avec The Filaments, Beans, BBK, Hannibal's Records)

### Albums live
- 2004 : Live à Paris[7]

### Compilations
- 1999 : Skampler 4 (Leech Records)[8]
- 1999 : SUB / Die Compilation (SUB...Das Magazin)
- 1999 : El Dià De Los Difuntos (Hannibal's Records)
- 1999 : Stomachal Sausage / Sampler With Hand Extracted Swiss Material, (Transit Records)
- 2000 : Dernier Rampart, (CD, Fraktion Provisoire)
- 2000 : Independent Punk-Hardcore Compilation, Enragé Production[9]
- 2000 - 28 Tales From The Pit (Horror Business Records)[10],[11]
- 2000 : Riot Sounds / An International Punk and Hardcore Compilation (Matula Records)
- 2001 : Skunkdiskak Vol. 2 / International Reggaemartxaska (Skunk Konexioa) (Skunk Diskak)
- 2001 : Trash Compost Vol. 1 (Trash Compost Records
- 2002 : Mailorder Is Fun In Europe (Asian Man Records, Leech Records)[12]
- 2002 : Stand Up Hardcore Sampler #2 (The Age of Venus Records / Stand Up)
- 2004 : Kuzeb 92[13]
- 2008 : A Tribute To Choking Victim (Beer Records)[14]
- date inconnue : Overcome Records Sampler #4 (Overcome Records)